# 고산물밭쥐
고산물밭쥐(Arvicola scherman)는 스페인 북부의 산악 지대부터 중부 유럽을 거쳐 동쪽으로 루마니아 중부 지역까지 유럽 전역에서 발견되는 들쥐의 일종이다. 초기에 독립된 종으로 기대되었지만, 2000년 판텔르예프(Panteleyev)가 다시 별도의 종으로 재지정하기 전까지는 유럽물밭쥐(Arvicola amphibius)의 아종으로 간주되기도 했다.